# Пшилубе (Куявсько-Поморське воєводство)
Пшилубе (пол. Przyłubie, нім. Weichselthal; before 1906: Grätz an der Weichsel) — село в Польщі, у гміні Солець-Куявський Бидґозького повіту Куявсько-Поморського воєводства. Населення — 240 осіб (2011).
У 1975—1998 роках село належало до Бидгощського воєводства.

## Демографія
Демографічна структура станом на 31 березня 2011 року:
|          | Загалом | Допрацездатний вік | Працездатний вік | Постпрацездатний вік |
| -------- | ------- | ------------------ | ---------------- | -------------------- |
| Чоловіки | 123     | 26                 | 92               | 5                    |
| Жінки    | 117     | 23                 | 75               | 19                   |
| Разом    | 240     | 49                 | 167              | 24                   |